# 格林威治半島
格林威治半島（英語：Greenwich Peninsula）是英國英格蘭倫敦東南部格林威治的一個地區。這一地區三面被泰晤士河環繞，西側是道格斯島，東側是銀城。其南側是格林威治的其它地區，東南是查爾頓。
格林威治半島舊名格林威治沼澤（Greenwich Marshes）。19世紀時，這裡得到開發，並改稱為東格林威治（East Greenwich）。在北格林威治站開通之後，該地更多被稱為北格林威治。格林威治半島的地標有千禧巨蛋，以及南端的布萊克沃隧道。

## 歷史

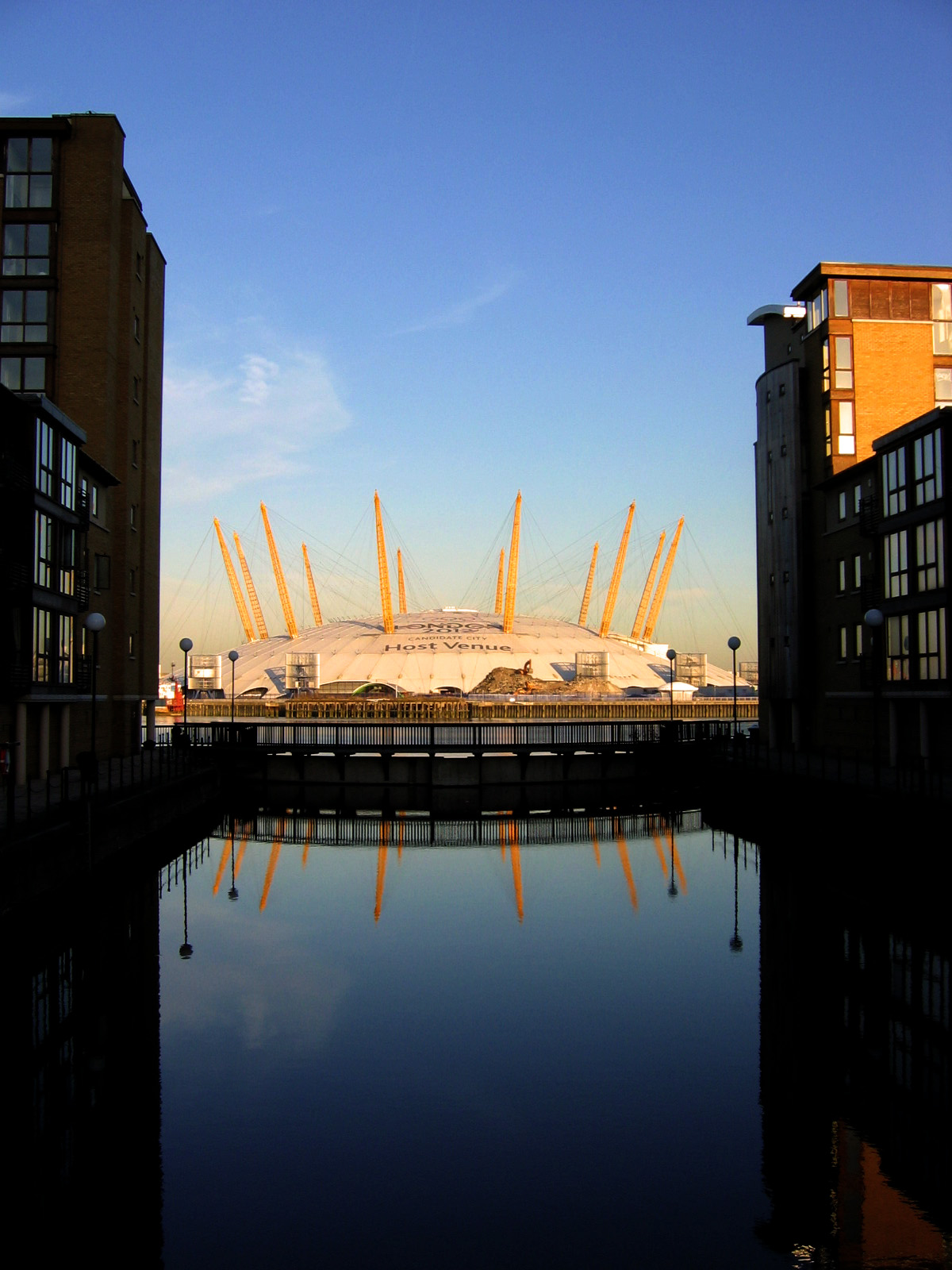
千禧巨蛋是世界第二大單一屋頂建築

16世紀時，荷蘭工程師排干了這裡的沼澤，令這裡成為牧場。1690年代，軍械局在半島西側設立了火藥庫，並啟用於1695年。但自18世紀初期開始，當地居民開始向議會請願搬遷這座火藥庫，並促成政府在1765年啟用了一座新的火藥庫。1771年時，格林威治的火藥庫已不再存放火藥，但建築仍然保留。
格林威治半島自19世紀初期開始工業化。1857年，曾有計劃在格林威治半島修建一個大型碼頭，但未能實現。格林威治半島早期的工業包括軍械、化工、海底電纜、造船、鋼鐵。亨利·貝塞麥於1860年代初期在這裡修建了鋼鐵廠，但後因1866年經濟危機引發的需求不足而關閉。之後這裡還出現的煉油廠、造船廠、造船廠等設施.。20世紀初期，格林威治半島出現煉銅業、石棉業、動物飼料業工廠。
在超過100年的時間內，格林威治半島被煤氣工廠佔領，其面積達240英畝（0.97平方），規模是歐洲最大，並且生產焦炭、焦油等副產品。格林威治半島有兩個巨大的煤氣鼓，其容量分別達24萬立方米和34.5萬立方米。其中較大的煤氣鼓曾是世界最大的煤氣鼓，但在1917年因銀城爆炸而容量減少至25萬立方米，但仍然是英格蘭最大容量，直到1978年被愛爾蘭共和軍的炸彈攻擊為為止。這一工廠最初從煤炭提煉煤氣，自1960年代開始從石油提煉煤氣，在高峰期是世界最大的煤氣廠。半島南端的恩格比碼頭則曾被海底電纜工廠佔據。

### 1990年代的再開發
由於煤氣廠等設施的關閉，格林威治半島的大部分地區在20世紀後期變成荒地，且受到嚴重污染。但1990年代初期開始，得益於政府和民間投資，格林威治半島部分地區發生劇變。1997年，英國夥伴在格林威治半島購買了1.21平方公里的土地，並投資超過2.25億英鎊，以改善交通，並修建新的住宅和商業設施。1999年，北格林威治站的開通令格林威治半島有了鐵路交通。
2004年，格林威治半島的重建計劃進一步擴大，新增了超過一萬戶住宅、面積達3,500,000平方英尺（330,000平方）的辦公空間，以及將千年穹頂改建為室內體育場。2010年9月，倫敦雷文斯本大學遷入格林威治半島。
跨越泰晤士河的阿聯酋航空空中纜車在2012年奧運會之前開通。纜車總站附近曾有一座大型臨時建築，曾是大衛·貝克漢姆學院的所在地，開業於2005年。但該建築已在2014年關閉並拆除。
格林威治半島擁有一熱電聯產能源中心，提供這一地區的供暖。能源中心有一座高49米的塔，由C. F. Møller建築設計，竣工於2016年，由數百個金屬三角形構成。這做塔的外觀也是北格林威治藝術走廊的一部分。

## 未來開發
格林威治半島目前仍在開發中，包括河濱和公園側半島碼頭新的住宅計劃。格林威治半島的再開發已經持續約20年。

## 外部連結
- GreenwichPeninsula.co.uk （页面存档备份，存于）